# 多変数微分積分学
多変数（基礎）解析学または多変数微分積分学（英: multivariable calculus, multivariate calculus）とは、1変数の微分積分学を多変数へ拡張したもの、すなわち多変数関数における微分法および積分法を扱う解析学の一分野である。

## 通常の演算

### 極限と連続性
多変数微積分学における極限と連続性の研究は、1変数関数による微分積分学では論証されないような様々な非直感的な成果を生み出した:19-22。例えば、2変数のスカラー関数であって、定義域に、任意の直線に沿って近づくと特定の極限を与えるが、放物線に沿って近づくと異なる極限を与えるような点を持つものが存在する。例えば、次の関数
{\displaystyle f(x,y)={\frac {x^{2}y}{x^{4}+y^{2}}}}
は原点を通る任意の直線に沿って0（ゼロ）に近づく。しかしながら、放物線 {\displaystyle y=x^{2}} に沿って原点に近づく場合、この関数の極限は0.5である。同一の点に向かって異なる経路を選択することで、それぞれの場合に対し異なる極限が得られるので、極限は存在しない。
「各変数に関して連続である」ことは「多変数函数としての連続性」(multivariate continuity) には十分でない:17-19。
例えば、二つの実変数を持つ実数値関数 {\displaystyle f(x,y)} の場合、y を固定して x に関して f が連続であり、かつ x を固定して y に関して f が連続となることは、f の連続性を意味しない。そのような例として
{\displaystyle f(x,y)={\begin{cases}{\frac {y}{x}}-y&{\text{if }}1\geq x>y\geq 0\\{\frac {x}{y}}-x&{\text{if }}1\geq y>x\geq 0\\1-x&{\text{if }}x=y>0\\0&{\text{else}}.\end{cases}}}
を考えることができる。{\displaystyle f_{y}(x):=f(x,y)} によって与えられる（一実変数の）すべての実数値関数は、{\displaystyle x} において、（任意の固定された {\displaystyle y} に対して）連続であることを確認するのは容易である。{\displaystyle f} は {\displaystyle x} と {\displaystyle y} に関して対称的であるから、すべての {\displaystyle f_{x}} も同様に連続である。しかしながら、{\displaystyle f} そのものは連続ではない。なぜならば、もし {\displaystyle f} が連続であれば、（自然数 {\displaystyle n} に対する）数列 {\displaystyle f\left({\frac {1}{n}},{\frac {1}{n}}\right)} は {\displaystyle f(0,0)=0} に収束するはずであるが、
{\displaystyle \lim _{n\to \infty }f\left({\frac {1}{n}},{\frac {1}{n}}\right)=1}
である。したがって、f は原点において連続でない。

### 偏微分
偏導関数は導関数の概念を高次元に一般化するものである。多変数関数の偏導関数は他の変数を定数であるとおいた上での1つの変数に関する導関数である:26ff。
偏導関数は他の手法と組み合わせ、より複雑な表示を得ることが可能である。ベクトル解析においては、ナブラ演算子 ({\displaystyle \nabla })は勾配、発散、回転 という概念を偏導関数に関して定義するために用いられる。偏導関数の行列であるヤコビ行列は2つの任意の次元の空間の間の関数の導関数を表すために用いることができる。このため導関数は関数の定義域において直接的に点から点へ変化する線型写像と理解することができる。 
偏導関数を含む微分方程式は偏微分方程式もしくはPDE（Partial Differential Equation）と呼ばれる。偏微分方程式は1つの変数のみに関する導関数を含む常微分方程式よりも一般的に解くのが難しい:654ff。

### 多重積分
多重積分は任意個の変数の関数に積分の概念を拡張するものである。二重積分および三重積分は、平面および空間における領域の面積および体積を計算するのに使用することができる。フビニの定理により、被積分関数が積分範囲において連続である限り、多重積分が累次積分として計算可能であることが言える。
面積分および線積分は、曲面や曲線などの曲がった多様体上での積分に用いられる。

### 多次元における微分積分学の基本定理
単一変数の微分積分学においては、微分積分学の基本定理が導関数と積分との間につながりを確立する。多変数の微積分における導関数と積分の間のつながりは以下に示すようなベクトル解析の積分定理によって具体化されている:543ff。
- 勾配定理（英語版）
- ストークスの定理
- 発散定理
- グリーンの定理.

より発展した多変数微分積分学では、この4つの定理はより一般的な定理、一般化されたストークスの定理の特別な場合であることがわかる。これは多様体上の微分形式の積分に適用される。